# Tugay Kerimoğlu
Tugay Kerimoğlu (Trabzon, 24 augustus 1970) is een voormalig voetballer uit Turkije, die speelde bij de Premier League-club Blackburn Rovers, waar hij tevens de aanvoerder van werd. Kerimoğlu speelde vaak als controlerend middenvelder. Hij beëindigde zijn actieve carrière in 2009.
Kerimoğlu wordt door vele Turkse voetballiefhebbers gezien als een van de beste Turkse spelers die carrière heeft weten te maken in het buitenland. Kerimoğlu kwam eerder in zijn carrière uit voor Galatasaray. Hij wist de scouts van Glasgow Rangers ervan te overtuigen een transfer af te dwingen.
Tijdens zijn laatste wedstrijd voor de Turkse nationale ploeg droeg hij het nummer 94, overeenkomstig het aantal wedstrijden dat hij voor Turkije had gespeeld.
In mei 2009 werd bekend dat Kerimoğlu bezig was aan zijn laatste seizoen en dat hij op 38-jarige leeftijd zijn loopbaan ging beëindigen.